# Parafia Wniebowzięcia Najświętszej Maryi Panny w Grucie
Parafia Wniebowzięcia Najświętszej Maryi Panny w Grucie – parafia rzymskokatolicka w diecezji toruńskiej, w Dekanacie Radzyńskim, z siedzibą w Grucie.

## Zasięg parafii
Do parafii należą wierni mieszkający w miejscowościach:  Annowo, Jasiewo, Mełno, Mełno ZZD, Orle i Gruta.